# Conférence des Assemblées législatives régionales européennes
 (janvier 2018).
Si vous disposez d'ouvrages ou d'articles de référence ou si vous connaissez des sites web de qualité traitant du thème abordé ici, merci de compléter l'article en donnant les références utiles à sa vérifiabilité et en les liant à la section « Notes et références ».
La Conférence des Assemblées législatives régionales européennes (CALRE) réunit les Présidents des Assemblées parlementaires régionales d’Italie, d’Espagne, de Belgique, d’Allemagne, d’Autriche, du Royaume-Uni (Pays de Galles, d’Écosse, d’Irlande du Nord), du Portugal (Açores et Madère) et de la Finlande (îles d’Åland).

## Origine
La CALRE est née en 1997 à Oviedo en Espagne, à la suite du débat sur l’implication de la dimension parlementaire dans le processus de décision de l’Union européenne, comme indiqué dans le Traité d'Amsterdam. De la même manière que les Parlements nationaux, et avec le soutien de l’alors Président du Parlement européen, José María Gil-Robles y Gil-Delgado, les Parlements régionaux dotés de pouvoir législatif ont défini un programme de travail et des objectifs politiques.
Depuis sa fondation en 1997, la mission de la Conférence des Assemblées législatives régionales européennes (CALRE) est d’approfondir les principes démocratiques et participatifs au sein de l’Union européenne (UE), de défendre les valeurs et les principes de la démocratie régionale et de renforcer les liens entre les Assemblées législatives régionales, en respectant toujours le principe de l’autonomie de chaque Assemblée. 

## Organisation
La CALRE n’a pas de personnalité juridique et son siège coïncide avec le siège du président pro tempore.
Les organes de la CALRE sont le Président, élu pour un mandat d’un an qui peut être prorogé un an de plus, le Vice-président, la Commission Permanente et l’Assemblée Plénière. Le/la Secrétaire général(e) et les Groupes de Travail sont des organes subsidiaires.
La Commission Permanente est composée du Président, du Vice-président, d’un Président par état et des coordinateurs des Groupes de Travail, ces derniers n’ayant pas le droit de vote.
L’Assemblée Plénière se réunit une fois par an (au cours des quatre derniers mois de l’année) et les Présidents de toutes les Assemblées sont présents. Le Président nomme le Secrétaire général, dont la tâche principale est d’aider la Commission Permanente à réaliser ses fonctions, pour son mandat. Les Groupes de Travail sont constitués en Assemblée Plénière à la demande de la Commission Permanente. 
La CALRE est un exemple significatif de la capacité des régions à s'organiser dans le cadre de l'Union Européenne.

## Activité
La CALRE s’est distinguée depuis les années de la Convention européenne dans le débat sur la subsidiarité et la coopération avec les Parlements nationaux.
Pour ce qui est du premier domaine, le Traité constitutionnel d’abord et le Traité de Lisbonne ensuite prévoient la participation des Parlements régionaux dotés de pouvoirs législatifs dans le processus d’alerte précoce (early warning) en articulation avec les parlements nationaux respectifs.
Dans le second domaine, la CALRE a participé avec le Président de l’Assemblée législative des Açores, avec le Président du Parlement de la Communauté française de Belgique et le Président du Conseil de Toscane à la COSAC qui s’est réunie à Rome le 5 mai 2003. Elle a également promu depuis 2003 des initiatives sur la coopération interparlementaire, en particulier sur le thème de la démocratie, avec une conférence au Palazzo Vecchio, à Florence, puis une conférence entre les Parlements nationaux et régionaux réalisée dans l’hémicycle du Conseil de l'Europe à Strasbourg le 12 septembre 2007.